# Palazzo del Giardino (Parma)

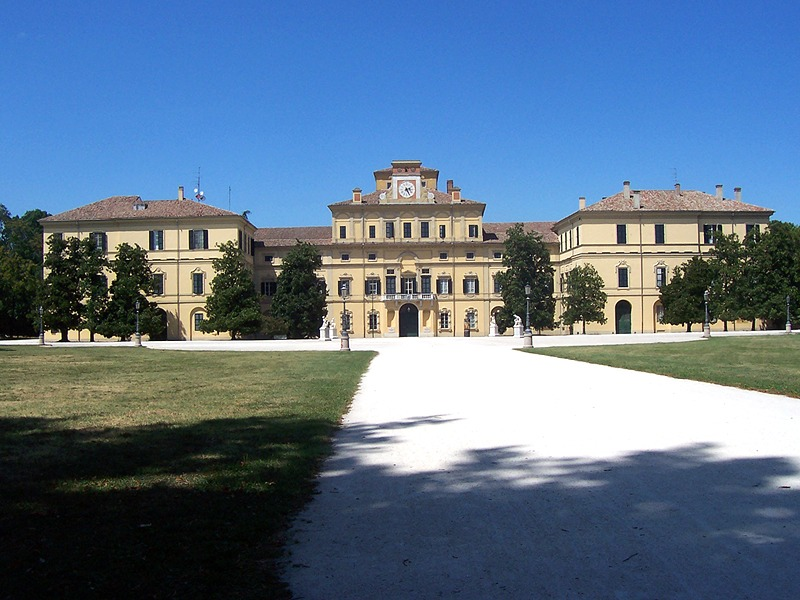
Palazzo del Giardino in Parma

Der Palazzo del Giardino, auch Palazzo Ducale del Giardino genannt, ist ein historischer Palast in Parma in der italienischen Region Emilia-Romagna. Er liegt im Parco Ducale 3.
Heute sind dort das Provinzialkommando der Carabinieri in Parma und der Erkennungsdienst (italienisch Reparto investigazioni scientifiche (RIS)) untergebracht. Er ist auch als Repräsentationssitz der Europäischen Behörde für Lebensmittelsicherheit (EFSA) vorgesehen.
Der Palazzo Ducale del Giardino ist nicht mit der ehemaligen Residenz der Herzogin Marie-Louise von Österreich zu verwechseln, die am heutigen Piazzale della Pace, zwischen dem Palazzo della Pilotta und dem Palazzo della Provincia lag. Der alte Palazzo Ducale wurde im Zweiten Weltkrieg, am 13. Mai 1944, zusammen mit Teilen des Palazzo della Pilotta und des Teatro Reinach bei einem Luftangriff zerstört.

## Geschichte

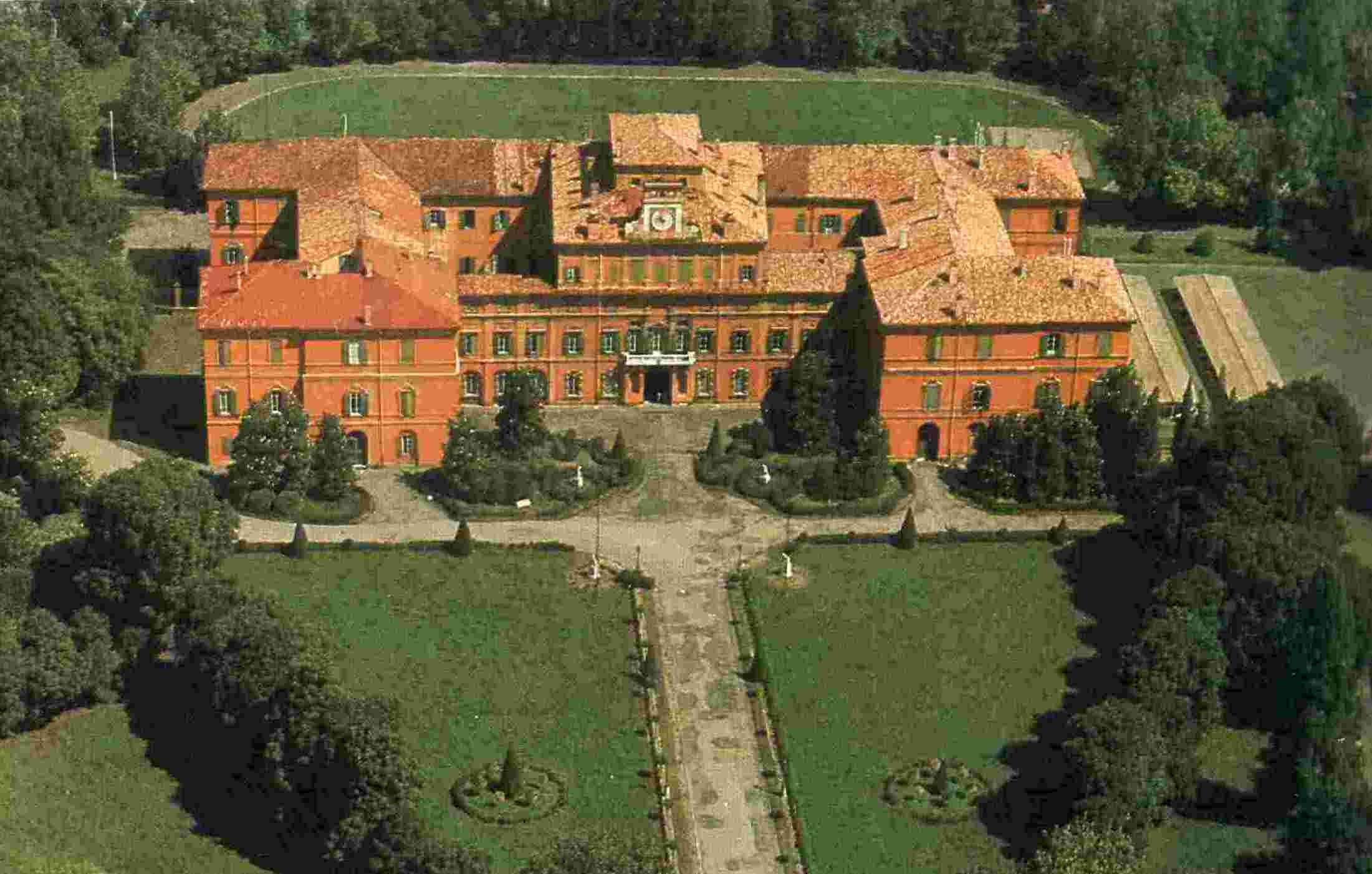
Luftbild aus den 1970er-Jahren

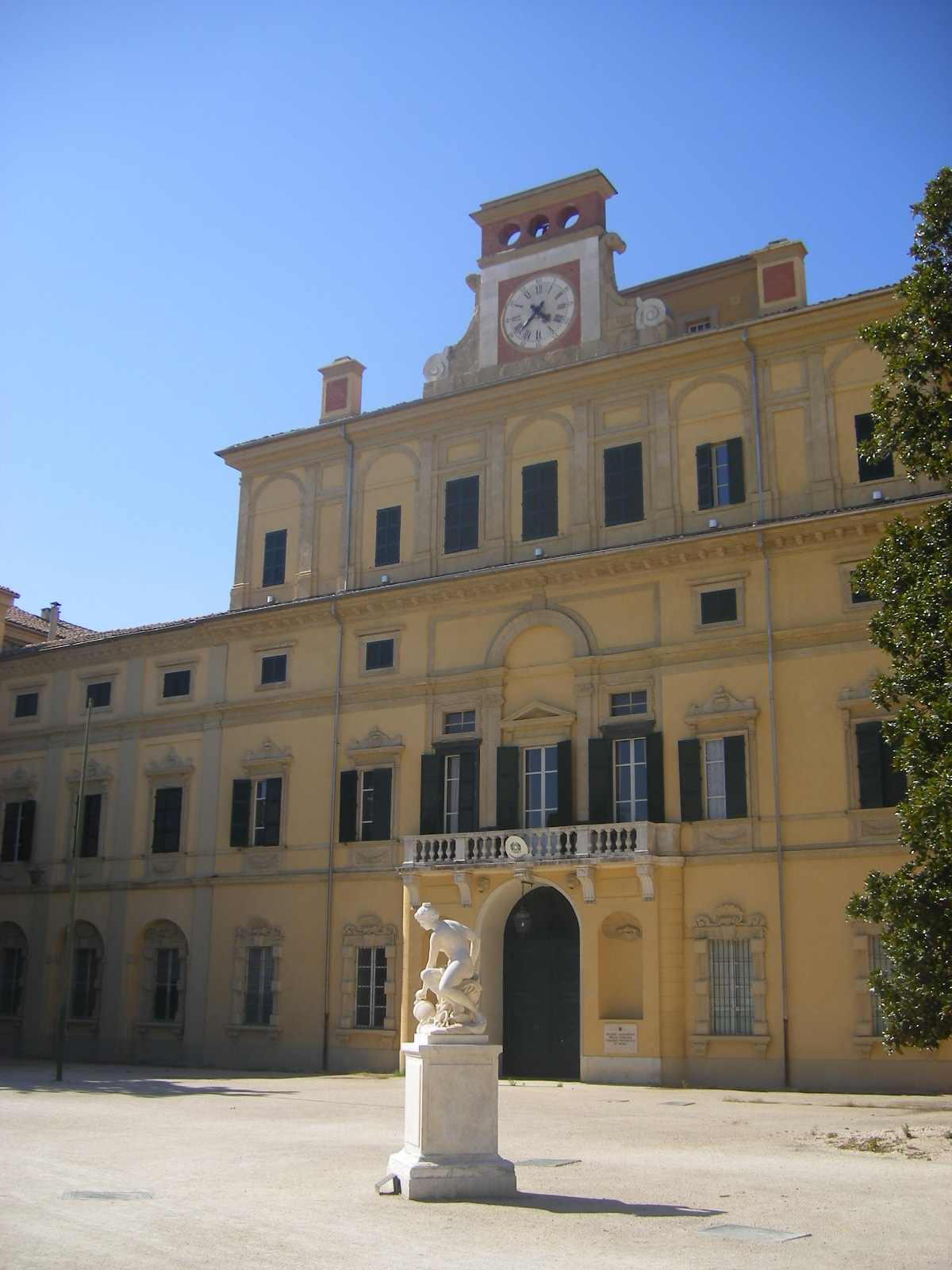
Fassade

Der Palast wurde ab 1561 auf Geheiß des Herzogs von Parma, Ottavio Farnese, erbaut und diente bis in die zweite Hälfte des 17. Jahrhunderts als Sitz des herzoglichen Hofes. Dann wurde der Sitz des Herzogtums in andere Paläste neben dem Palazzo della Pilotta verlegt.
Der Bau des neuen Palastes war notwendig geworden, um dem Herzogtum Parma und Piacenza einen festen Sitz für die Hofhaltung zu verschaffen. Man wählte ein Gelände in der Nähe eines Türmchens, das von den Sforza konzipiert worden war, und mit dem Projekt wurde Giacomo Barozzi da Vignola betraut. Man wählte eine Art von Gebäude, wie sie die Farneses in dieser Zeit in Florenz und in Rom errichten hatten lassen (z. B. den Palazzo Farnese in Rom oder den in Caprarola).
Vor dem Palast baute Giovanni Boscoli einen großartigen Springbrunnen mit zahlreichen Statuen und Wasserspielen, was ihn damals sehr berühmt machte. Man sagt, dass die Reisenden, die durch Parma kamen, nicht versäumten, ihn zu besuchen. Vitellozzo Vitelli betonte in einem Brief an Giovanni Pico della Mirandola, dass der gefeierte Springbrunnen von Caprarola nichts sei im Vergleich zu diesem. Allerdings wurde dieser berühmte Springbrunnen in der zweiten Hälfte des 18. Jahrhunderts vollständig abgerissen, vielleicht wegen der gesundheitlichen Probleme, die dieser bei den Modernisierungsarbeiten am Palast, die Ennemond Alexandre Petitot ausführte, mit sich brachte.
Mit der Ausschmückung der Innenräume wurden verschiedene Spitzenkünstler der damaligen Zeit betraut, darunter Girolamo Mirola, Jacopo Zanguidi, genannt „Bertoja“, Agostino Carracci, Carlo Cignani, Jan Soens, Cesare Bagiloni, Giovanni Battista Trotti, genannt „Il Malosso“, und Luca Reti. Bereits Anfang des 17. Jahrhunderts wurde der Palast umgebaut und erweitert, zunächst von Simone Moschino und dann von Girolamo Rainaldi, der die Höfe und die seitlichen Vorbauten an das ursprüngliche Gebäude mit vierseitigem Grundriss anschloss.
Der Palast erreichte seinen größten Glanz in der Regierungszeit von Ranuccio I. Farnese, aber in der Regierungszeit seines Sohnes Odoardo, der sich mehr mit militärischen Aufgaben beschäftigte und wenig am höfischen Leben interessiert war, geriet er zunehmend in Verfall. In den letzten beiden Jahrzehnten des 17. Jahrhunderts ließ der neue Herzog Ranuccio II. Farnese mit Erneuerungsarbeiten am Palast und den herzoglichen Gärten beginnen. Im 18. Jahrhundert wurde zudem der französische Architekt Ennemond Alexandre Petitot mit der Renovierung der Palastfassade betraut.
Nach der Einigung Italiens war in dem Palast eine Militärschule der Infanterie untergebracht. Im Zweiten Weltkrieg wurde er bei einem alliierten Luftangriff schwer beschädigt.  Nach den Kämpfen vom September 1943 im Zuge der Besetzung Italiens durch deutsche Truppen, drangen Unbekannte in den Palast ein und hinterließen eine Spur der Verwüstung. Bei Kriegsende war der Palazzo del Giardino größtenteils verwüstet.
Der Wiederaufbau traf auf erhebliche bürokratische Hürden, bis der Palazzo del Giardino 1953 Sitz der Carabinierilegion von Parma wurde. Die Aufbauarbeiten am Südwestflügel des Palastes, der vollkommen zerstört worden war, wurde erst 1959 aufgenommen und 1968 abgeschlossen. Seit 2004 wurde der Palast einer Reihe von Restaurierungs- und Verbesserungsarbeiten unterzogen. Einige dieser Arbeiten konnten auch dank der Zuschüsse der Lotteriegesellschaft durchgeführt werden, vor allen Dingen denen, die im Gesetz 662/96 geregelt sind.

## Kunstwerke
Im Erdgeschoss finden sich die Werke von Cesare Baglioni, die dieser in den ersten Jahren des 17. Jahrhunderts gemalt hat. Eine Monumentaltreppe aus dem 18. Jahrhundert führt zu einem großen Salon im ersten Obergeschoss, der „Sala degli Uccelli“ (dt.: Vogelsaal) genannt wird, da dessen Decke mit Stuck- und Freskendekorationen von Benigno Bossi verziert ist, die 244 Arten von Vögeln zeigen. Aus diesem Saal gelangt man in einige Räume, in denen Kunstwerke bewahrt werden, die in der Zeit der Farneses entstanden sind:
- Sala di Alcina – Dies ist der älteste Saal des Palastes; er wurde von Girolamo Mirola um 1568 unter Mithilfe von Jacopo Zanguidi (genannt „Il Bertoja“) mit Fresken dekoriert, die Szenen aus dem VI. Buch des Rasenden Rolands zeigen.
- Sala dell’Aetas Felicior (oder „Sala del Bacio“) – Er wurde von Bertoja zwischen 1570 und 1573 mit Fresken versehen die den Mythos von Venus und Amor zeigen. Der Saal ist nach der lateinischen Inschrift „Aetas Felicior“ (dt.: Glücklicheres Zeitalter) benannt, die auf einem Gesims steht, das entlang der Decke verläuft. Er wird auch „Sala del Bacio“ genannt, was sich auf eine Tanzszene mit Kuss bezieht, die sich zwischen transparenten Kristallsäulen zu sehen ist, einer Kreation, die typisch für den späten Manierismus ist, in dem der Raum als Instrument der naturalistischen Illusion genutzt wird.
- Sala d’Orfeo – Dieser Saal wurde von Mirola und Bertoja zwischen 1568 und 1570 mit Fresken bemalt, die Szenen aus der Liebesgeschichte von Orpheus im Wechsel mit architektonischen Figuren zeigen.
- Sala di Erminia – Er wurde 1628 von Alessandro Tiarini aus Bologna mit Fresken dekoriert, die Szenen aus dem Epos „Das befreite Jerusalem“ darstellen. Es gibt dort auch Stuckverzierungen von Carlo Bossi, die die Verflechtung von Zweigen abbilden.
- Sala dell’Amore – Sein Gewölbe ist mit Fresken von Agostino Carracci versehen, die drei Arten der Liebe zeigen: Die Mutterliebe (Venus, die ihren Sohn Aeneas bewacht, während dieser Richtung Italien fährt), die himmlische Liebe zwischen Venus und Mars und die menschliche Liebe zwischen Peleus und Thetis. Carracci starb 1602 vor Beendigung seiner Arbeit, die dann 1679–1680 von Carlo Cignani mit weiteren Arten der Liebe komplettiert wurde.
- Sala delle leggende – Drei Wände des Raumes sind mit Fresken von  Giovanni Battista Trotti (genannt „Il Malosso“) versehen, dieser in den Jahren 1604–1619 schuf: Jupiter, der Bacchus krönt, begleitet von Venus; das Opfer von Alkestis; Kirke stellt die menschlichen Formen der Gefährten von Odysseus wieder her. Auf der Wand neben dem Fenster gibt es zwei Fresken des Flamen Jan Soens.

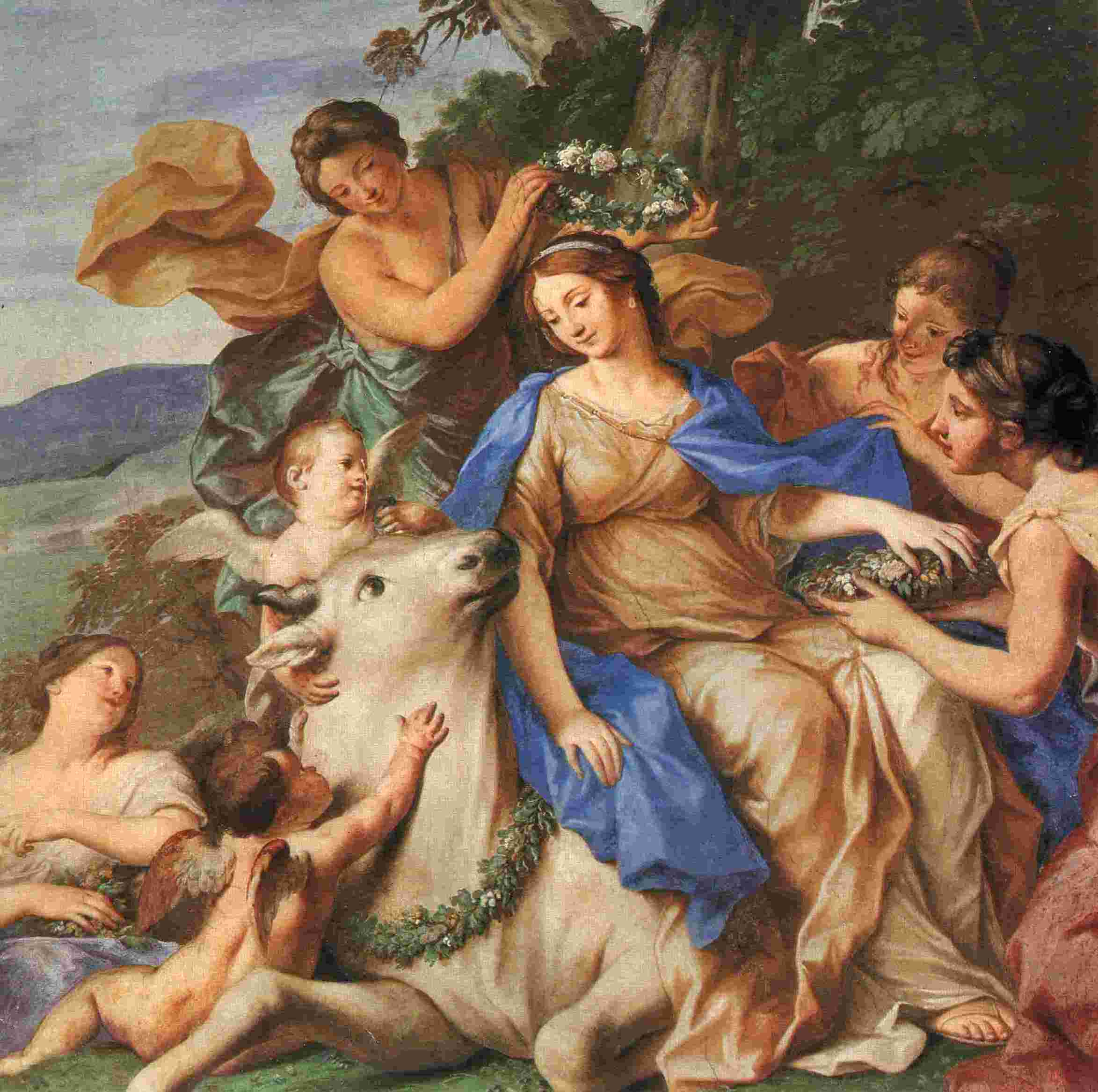
Carlo Cignani: Ratto di Europa (Detail)
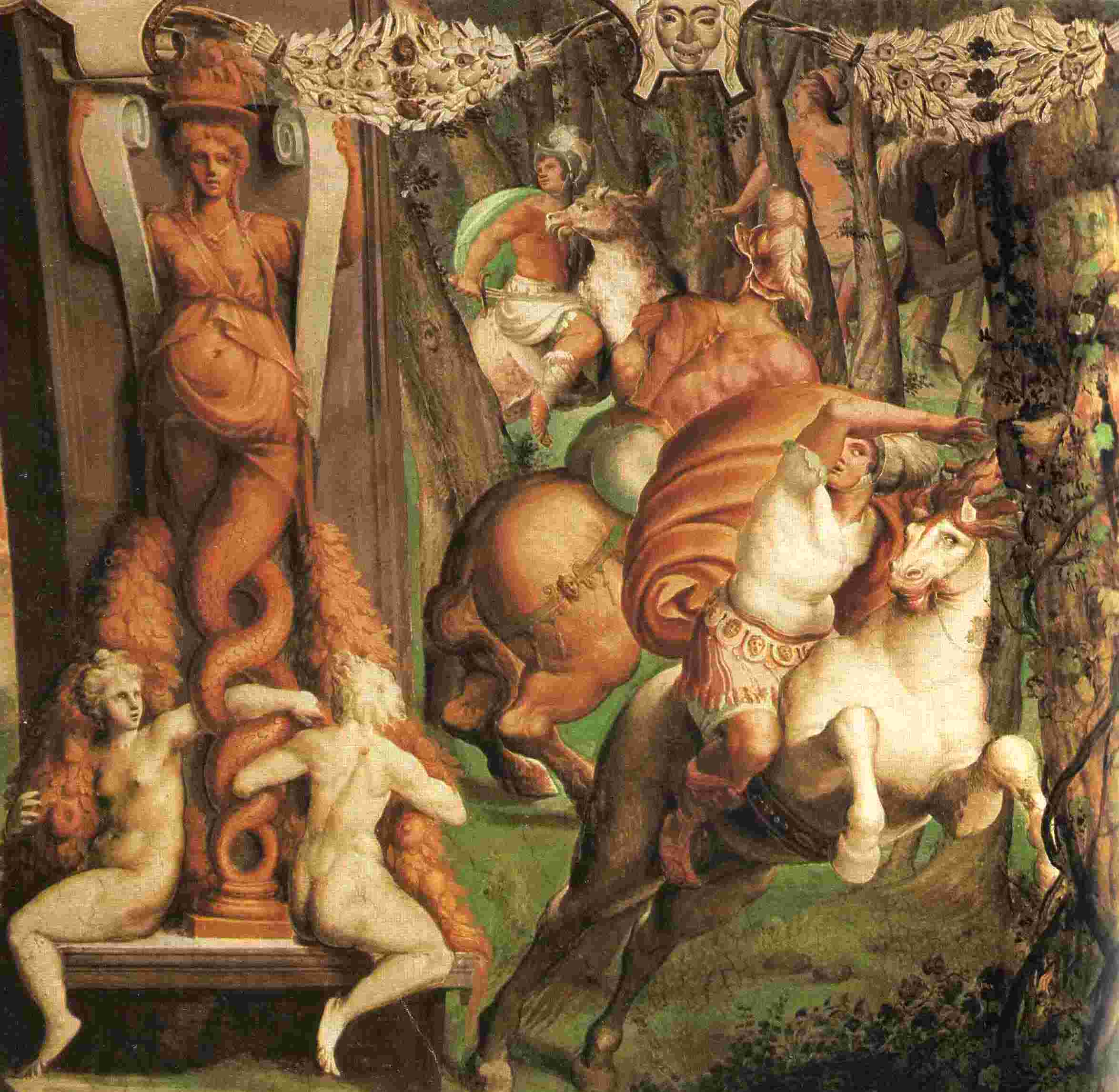
Jacopo Zanguidi: Fresko im Saal Aetas Felicior (Detail).
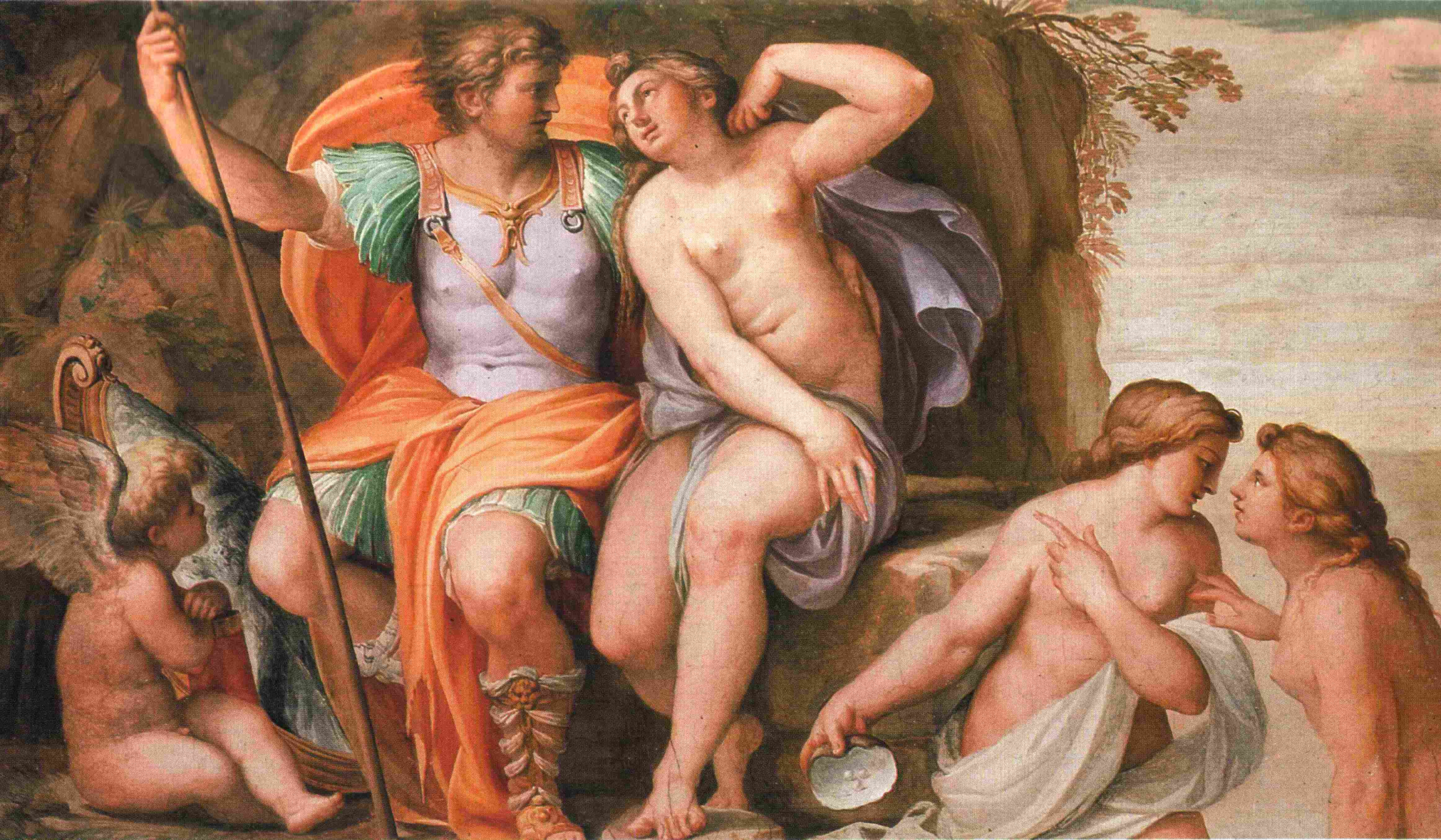
Agostino Carracci: Venere e Marte.
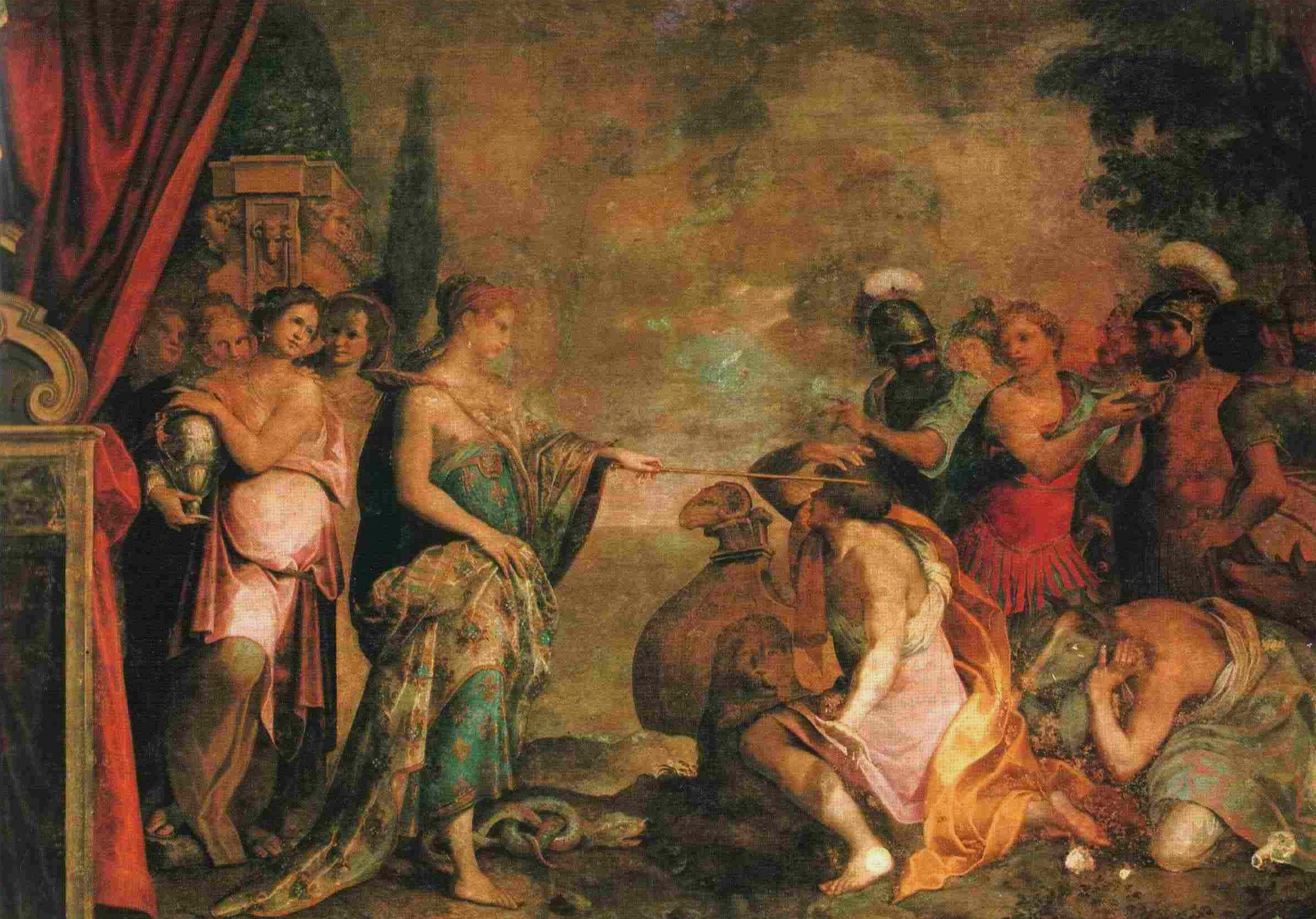
Giovanni Battista Trotti: Circe ridà la forma umana ai compagni di Ulisse.